# Campeonato Cearense 1955
In 1955 werd het 41ste Campeonato Cearense gespeeld voor clubs uit Braziliaanse staat Ceará. De competitie werd georganiseerd door de FCF en werd gespeeld van 9 juli 1955 tot 11 maart 1956. Calouros do Ar werd kampioen.

## Eerste toernooi
| Plaats | Club           | Wed. | W | G | V | Saldo | Ptn. |
| ------ | -------------- | ---- | - | - | - | ----- | ---- |
| 1.     | Ferroviário    | 7    | 4 | 3 | 0 | 19:4  | 11   |
| 2.     | Ceará          | 7    | 4 | 2 | 1 | 15:7  | 10   |
| 3.     | América        | 7    | 3 | 2 | 2 | 11:9  | 8    |
| 4.     | Calouros do Ar | 7    | 2 | 4 | 1 | 10:6  | 8    |
| 5.     | Usina Ceará    | 7    | 3 | 1 | 3 | 17:14 | 7    |
| 6.     | Fortaleza      | 7    | 2 | 3 | 2 | 14:8  | 7    |
| 7.     | Nacional       | 7    | 0 | 3 | 4 | 10:26 | 3    |
| 8.     | Gentilândia    | 7    | 1 | 0 | 6 | 8:30  | 2    |

|  | Geplaatst voor finale              |
|  | Uitgeschakeld voor tweede toernooi |

## Tweede toernooi
| Plaats | Club           | Wed. | W | G | V | Saldo | Ptn. |
| ------ | -------------- | ---- | - | - | - | ----- | ---- |
| 1.     | Calouros do Ar | 5    | 3 | 1 | 1 | 12:7  | 7    |
| 2.     | Usina Ceará    | 5    | 2 | 1 | 2 | 10:5  | 5    |
| 3.     | América        | 5    | 1 | 3 | 1 | 10:10 | 5    |
| 4.     | Ceará          | 5    | 1 | 3 | 1 | 6:7   | 5    |
| 5.     | Fortaleza      | 5    | 1 | 3 | 1 | 3:5   | 5    |
| 6.     | Ferroviário    | 5    | 0 | 3 | 2 | 5:12  | 3    |

|  | Geplaatst voor finale |

## Finale
|                                   |                |       |             |  |
| 26 februari 1956 Eerste wedstrijd | Calouros do Ar | 2 – 0 | Ferroviário |  |
| 26 februari 1956 Eerste wedstrijd |                |       |             |  |

|                               |             |       |                |  |
| 4 maart 1956 Tweede wedstrijd | Ferroviário | 3 – 0 | Calouros do Ar |  |
| 4 maart 1956 Tweede wedstrijd |             |       |                |  |

|                               |                |       |             |  |
| 11 maart 1956 Derde wedstrijd | Calouros do Ar | 2 – 0 | Ferroviário |  |
| 11 maart 1956 Derde wedstrijd |                |       |             |  |

### Kampioen
| Campeonato Cearense de 1955        |
| Ceará                              |
| ---------------------------------- |
| CALOUROS DO AR Kampioen (1° titel) |